# Asayita
Asayita est l’un des 29 woredas de la région Afar, situé dans sa zone 1 au nord de l’Éthiopie.